# Tentacolo

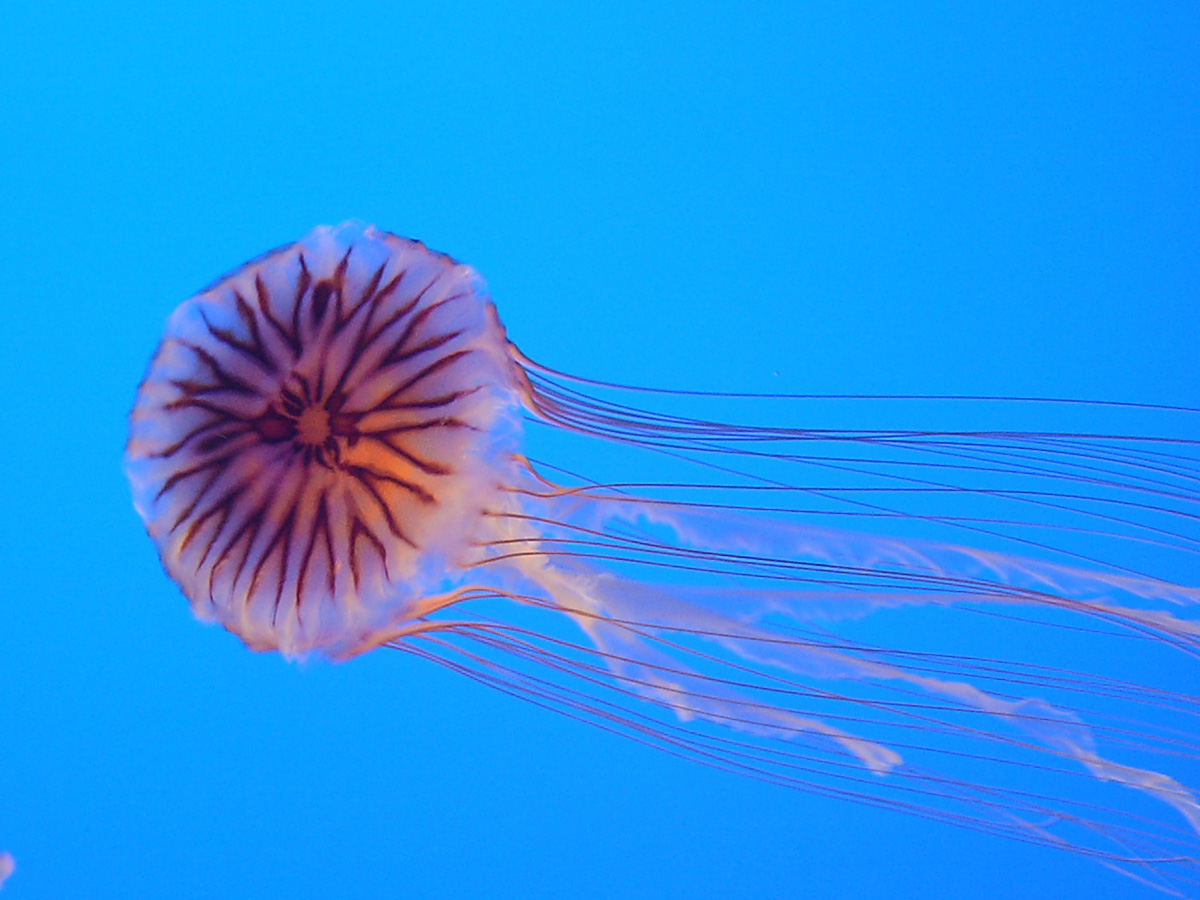
Anche le comuni meduse, appartenenti ai Celenterati, posseggono i tentacoli.

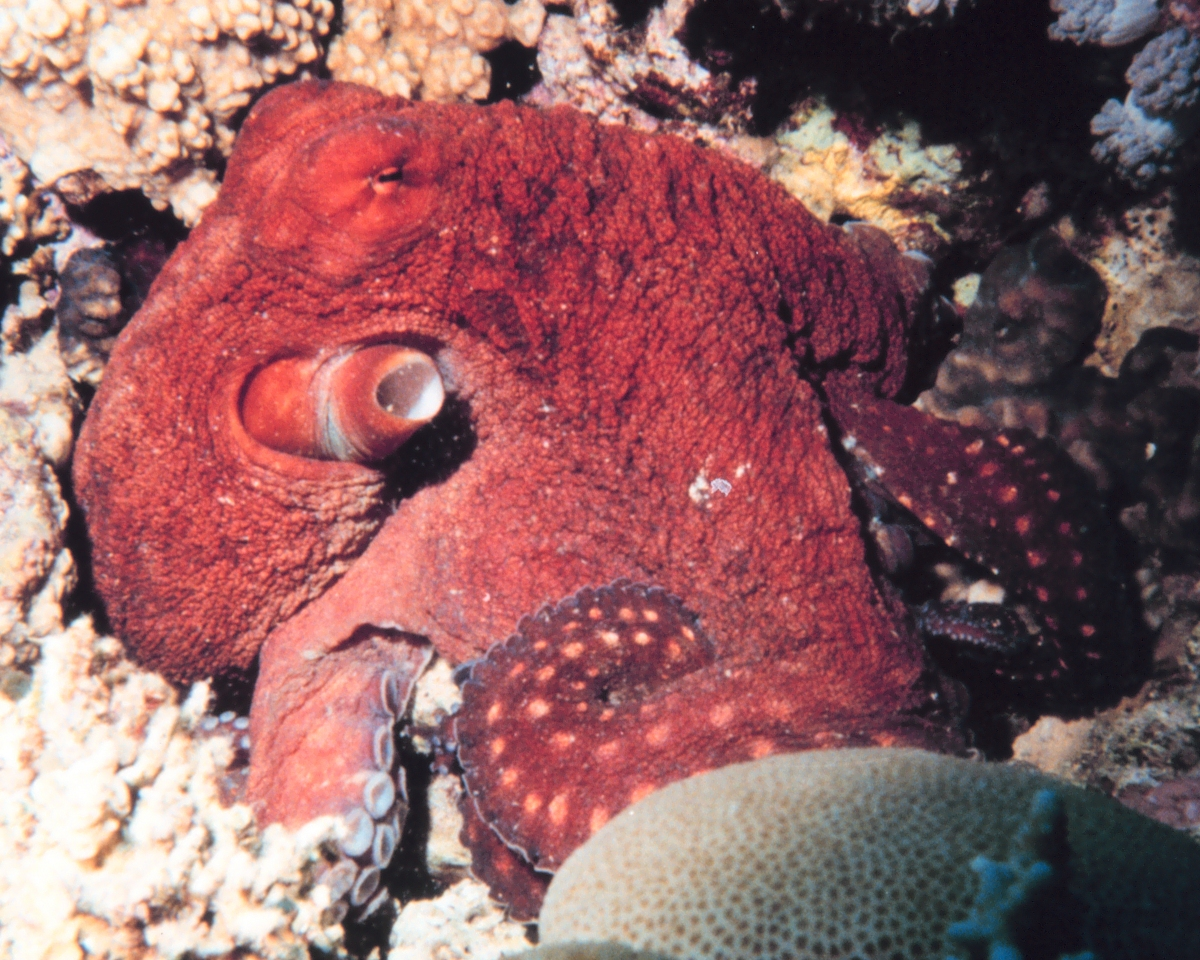
Il polpo è un esempio di Mollusco che non è dotato di tentacoli, bensì braccia.

Il tentacolo è un organo esterno tipico di molti animali invertebrati acquatici; le sue funzioni sono quelle di arto prensile, tattile e locomotore. Il termine tentacolo viene dal francese tentacule, a sua volta derivante dal verbo latino tempto, as, avi, atum, are che significa "tastare, toccare".

## I tentacoli negli animali

### Molluschi
In alcune classi di molluschi, quali ad esempio i Cefalopodi, il tentacolo (che può prendere il nome di braccio), è un utile mezzo di caccia e spostamento: ne sono fulgidi esempi i calamari, che ne posseggono dieci. In questi animali i suddetti arti, molto forti e robusti, sono dotati spesso di ventose che permettono di fare miglior presa sulle rocce e di catturare con maggiore facilità le prede.
Anatomicamente un tentacolo di mollusco consiste in un fascio di muscoli ben coordinati ai quali è permesso quasi qualsiasi movimento. Grazie alla completa mancanza di ossa e alla vicinanza evolutiva di questi esseri ai Celenterati e agli altri viventi più elementari, i tentacoli sono poi in grado di ricrescere se tagliati o feriti.
Quando un organo così versatile si somma poi ad un'intelligenza abbastanza sviluppata possono anche accadere avvenimenti di straordinario interesse.

### Celenterati
Il tentacolo è un organo proprio anche dei Celenterati che lo usano per gli scopi tra loro più diversi; due esempi sono il polipo e la medusa.
Il polipo, uno degli stati di crescita intermedi degli Cnidari, possiede una corona di tentacoli (il cui numero è solitamente un multiplo di sei) intorno alla bocca: essendo per una parte ancorato saldamente al fondo marino, per questo essere vivente il movimento dei tentacoli rappresenta l'unico modo per convogliare le prede verso la cavità digerente.
Sotto l'ombrella di una medusa, l'ultimo stadio di crescita dei Celenterati, si trova poi un gran numero di tentacoli dotati di doppia funzione: essi sono infatti utilizzati sia per il movimento che per la caccia. La locomozione delle meduse avviene tramite il movimento sinuoso dei tentacoli ed il successivo rigonfiamento dell'ombrella, mentre per procurarsi il nutrimento tali animali si avvalgono delle cellule urticanti, gli cnidociti, che si trovano sulla superficie dei loro tentacoli.

## Significati figurati
In senso figurato, un tentacolo rappresenta qualcosa che avvince, da cui non ci si può liberare se non con grande difficoltà; da ciò vengono numerose espressioni che, seppur con sfumature tra loro differenti, intendono nella maniera suddetta il termine "tentacolo". Dei semplici esempi sono:
I tentacoli del gioco d'azzardo, poiché esso costituisce una morsa dalla quale è molto difficile uscire;
Una metropoli tentacolare, che corrompe con le sue numerose attrazioni tecnologiche.